# Jean Chrétien
Joseph Jacques Jean Chrétien (Shawinigan, 11 gennaio 1934) è un avvocato e politico canadese. È stato il ventesimo primo ministro del Canada dal 4 novembre 1993 al 12 dicembre 2003.

## Biografia
Jean Chrétien nacque a Shawinigan, in Québec, da Wellie Chrétien e Marie Boisvert. Nel 1957 sposò Aline Chainé, da cui ebbe una figlia (France) e due figli (Hubert e Michel).

## Politica
Spesso criticato come Primo Ministro che ha aumentato troppo le imposte ai cittadini e alle aziende, Jean Chrétien ha sempre mantenuto una politica improntata all'innovazione tecnologica e allo stato sociale, contribuendo attivamente a portare il Canada tra le nazioni industrializzate più efficienti.
Non si è mai dichiarato totalmente contrario all'indipendenza della Provincia del Québec, a patto che questa si facesse totalmente carico del proprio debito pubblico, il più alto di tutto il Canada.
Nei rapporti di politica estera, Chrétien ha sempre mantenuto una linea di condotta molto autonoma, evitando accuratamente l'influenza dei vicini Stati Uniti d'America con i quali, in svariate occasioni, è spesso entrato in aperta polemica.
Molto attento agli impegni internazionali, in particolar modo nelle missioni umanitarie e di "Peacekeeping", a partire dal 2002 Chretien è entrato in aperto contrasto con l'amministrazione Bush in merito all'invasione dell'Iraq di Saddam Hussein, attacco che all'epoca non era ancora avvenuto ma che era fortemente sostenuto dagli americani.
Il Canada per esplicito volere di Chrétien non inviò truppe a sostegno dell'invasione in quanto il governo canadese non riteneva (supposizione poi dimostratasi corretta) che l'Iraq disponesse di armi di distruzione di massa.